# Oncology Reports
Oncology Reports, abgekürzt Oncol. Rep., ist eine wissenschaftliche Fachzeitschrift, die vom Spandidos-Verlag veröffentlicht wird. Die Zeitschrift erscheint mit zwölf Ausgaben im Jahr. Es werden Arbeiten aus allen Bereichen der medizinischen Onkologie veröffentlicht.
Der Impact Factor lag im Jahr 2015 bei 2,486. Nach der Statistik des ISI Web of Knowledge wird das Journal mit diesem Impact Factor in der Kategorie Onkologie an 130. Stelle von 213 Zeitschriften geführt.